# Anatoli Filipchenko

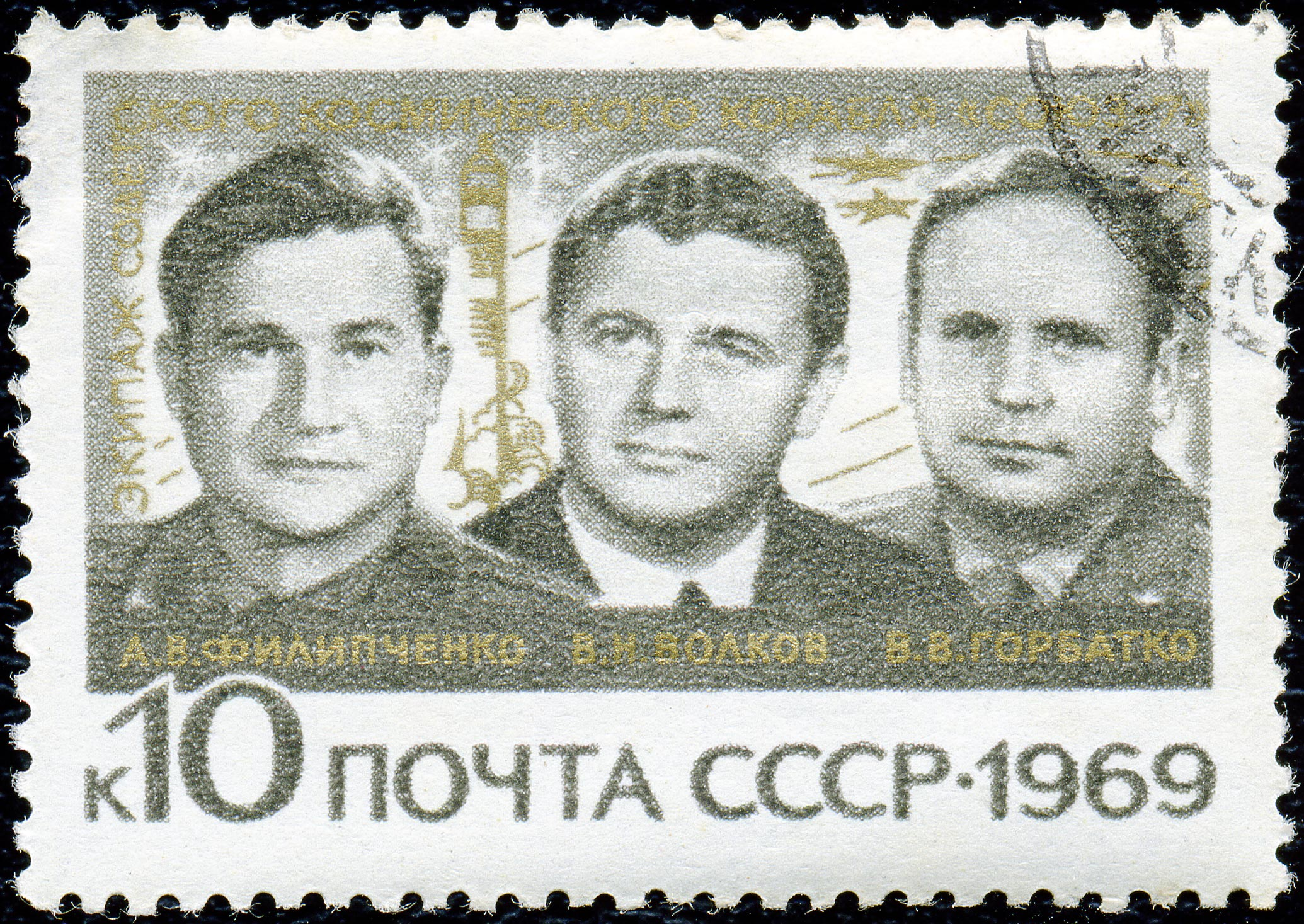
da esquerda para a direita, Filipchenko, Vladislav Volkov, Viktor Gorbatko numa estampa soviética

Anatoli Vassilyevich Filipchenko (em russo:  Анатолий Васильевич Филипченко) (Davydovka, 26 de fevereiro de 1928 — 7 de agosto de 2022) foi um cosmonauta soviético que foi ao espaço nas missões Soyuz 7 e Soyuz 16.

## Carreira
Sua primeira viagem ao espaço, em outubro de 1969, foi como comandante da missão Soyuz 7, junto com os tripulantes Viktor Gorbatko e Vladislav Volkov, na missão fracassada de acoplagem com a Soyuz 8 e troca de tripulação de uma nave para outra. Devido a falhas no equipamento, o engate e a transferência não puderam ser feitas. A Soyuz 6, também em órbita, filmou a tentativa de acoplagem das outras duas naves, numa missão tripla do programa espacial soviético.
Em dezembro de 1974, sua segunda missão foi na Soyuz 16, missão teste do que viria ser o programa conjunto Apollo-Soyuz, entre a URSS e os Estados Unidos.
Após deixar o programa espacial em 1982, ele se tornou diretor adjunto do Kharkov OKB.
Filipchenko morreu no dia 7 de agosto de 2022.